# Våxtorp
Våxtorp is een dorp in de gemeente Laholm in de provincie Halland in het zuiden van Zweden. De plaats heeft 986 inwoners (2005) op een oppervlakte van 137 hectare.

## Verkeer en vervoer
Bij de plaats lopen de Riksväg 24 en Länsväg 115.
Ala · Allarp · Edenberga · Genevad · Hasslöv · Hishult · Knäred · Laholm · Lilla Tjärby · Mellbystrand · Ränneslöv · Skottorp · Skummeslövsstrand · Vallberga · Våxtorp · Veinge · Ysby